# Vinzenz Rosenzweig von Schwannau

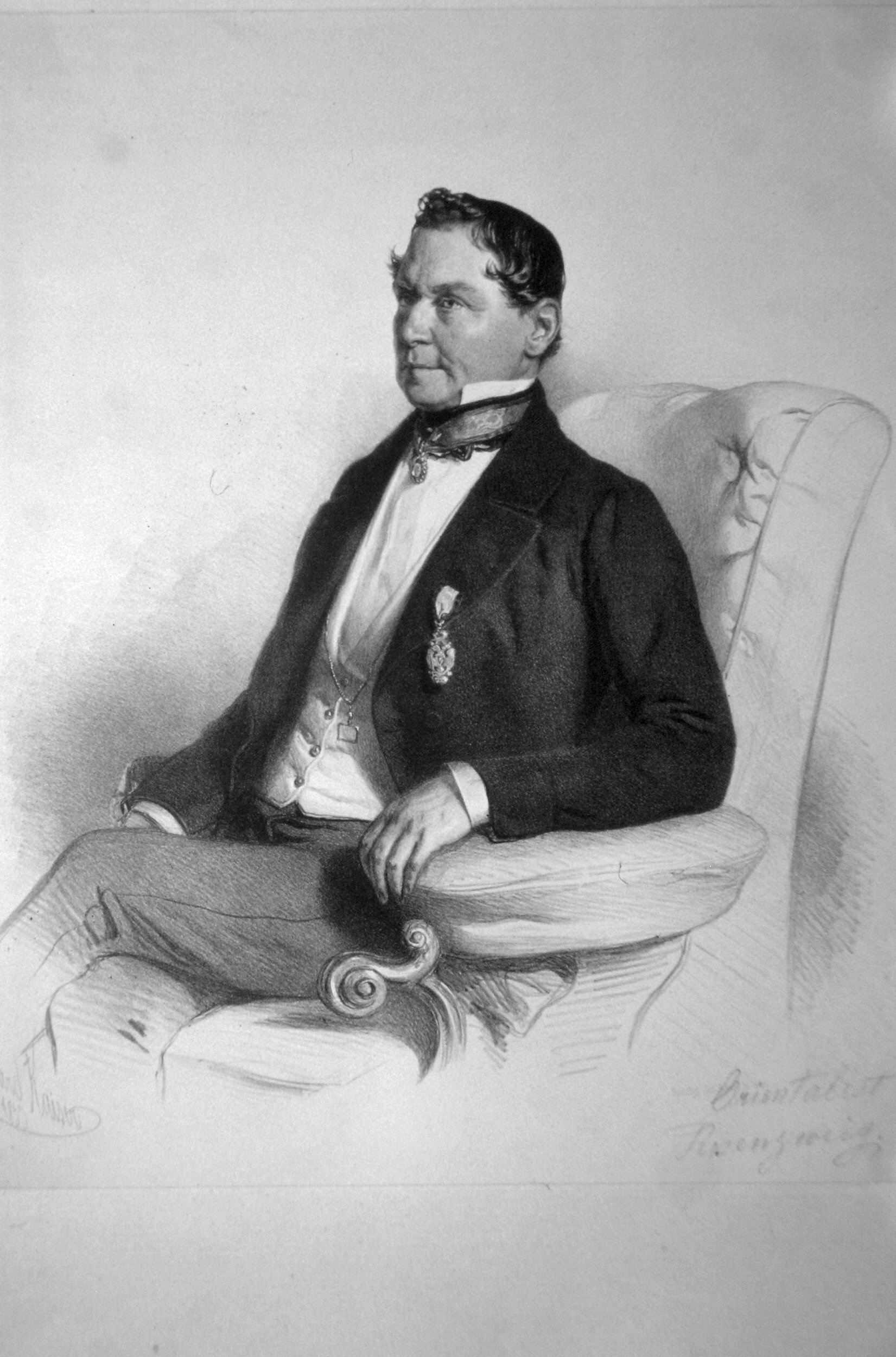
Vinzenz von Rosenzweig, Lithographie von Eduard Kaiser, 1855

Vinzenz Rosenzweig von Schwannau (* 1791 in Znaim, Mähren; † 8. Dezember 1865 in Wien) war ein österreichischer Diplomat und Orientalist. Er wurde bekannt als Übersetzer orientalischer Literatur.

## Leben
Vinzenz Rosenzweig von Schwannau wurde 1791 als Sohn eines Beamten in Znaim (Znojmo, Mähren) geboren. Nach seiner von 1799 bis 1808 dauernden Ausbildung an der k.k. Akademie für Orientalische Sprachen wurde er als „Sprachknabe“ an die k. k. Internuntiatur in Konstantinopel (Istanbul) entsandt. Ab 1813 wirkte er an der k. k. Agentie in der Walachei. Von 1817 bis 1847 war er als Professor für orientalische Sprachen an der Orientalischen Akademie in Wien tätig. 1831 wurde Rosenzweig von Schwannau zum Hofsekretär ernannt.
Die Themen der wissenschaftlichen Arbeiten von Vinzenz Rosenzweig von Schwannau galten den Literaturen des Orients, vor allem der persischen Dichtung. Intensiv beschäftigte er sich mit Nur od-Din 'Abd or-Rahmān Dschāmi.  Für die heutige orientalistische Forschung ist seine deutsche Übersetzung des Diwans des persischen Lyrikers Hafis immer noch von Bedeutung.
Vinzenz Rosenzweig von Schwannau gehörte zu dem Kreis um den Orientalisten Joseph von Hammer-Purgstall.

## Werke
- Joseph und Suleïcha; historisch-romantisches Gedicht aus dem Persischen des Mewlana Abdurrahman Dschami übersetzt und durch Anmerkungen erläutert von Vincenz Edler von Rosenzweig. (Zweisprachige Ausgabe.) Wien 1824.
- Funkelnde Wandelsterne zum Lobe des besten der Geschöpfe; ein arabisches, insgemein unter dem Nahmen: Gedicht Burde bekanntes Gedicht von Scheich Ebu Abdullah Mohammed ben Ssaid ben Hammad ben Muhsin. (Zweisprachige Ausgabe.) Wien 1824.
- Auswahl aus den Diwanen des größten mystischen Dichters Persiens Mewlana Dschelaleddin Rumi, 1838.
- Der Diwan des großen lyrischen Dichters Hafis, 3 Bde., 1858–64.